# IBS三大野放し番組
IBS三大野放し番組（アイビーエスさんだいのばなしばんぐみ）とは、茨城放送で1990年代後半頃から2004年秋まで放送されていたマニアックな自社製作ラジオ番組（主に夜間に放送）の事を指す。

## 茨城放送黄金時代
茨城放送で夜の若者向け自社制作の人気番組が定着していた時期のうち、『今夜こそきっと』の開始時期である1991年 - 1996年春の『パンパカパラダイス 今夜もきかナイト!』が終了した時期あたりまでの『パンパカパラダイス』時代の頃から取り上げる。
その時期には『パンパカパラダイス 今夜もきかナイト!』や、『スタジオC2スクエア』などが人気番組となり、公開収録には遠方から来たリスナーも少なくなかった。特に『パンパラ最後の公開録音は最後の週の日曜だったが、このときには16時からの番組を休止して緊急生放送を組んだ。なお、1996年春に『パンパカパラダイス』が終了してから1998年秋に『そんなカバラ!』がスタートするまでの約2年半、この手の番組は一旦途絶える。
その後土曜の夜に放送していた『そんなカバラ!』は、平日のほぼ同じ時間帯で帯番組として『ちょっとタンマ!』にリニューアル。
その2年半後の2001年10月に、日曜夜の枠に『OKです!』がスタートする。

## 野放し番組の由来
2002年4月1日の『OKです!』に鹿原徳夫（茨城放送アナウンサー）が乱入し、「この番組はIBS三大野放し番組の一つ」と言ったのが始まり。その後、「もう一つは私が担当している『ちょっとタンマ!』。あと一つはあのアナウンサーが喋っているあの番組」と言われている。そのもう一つの番組は確証はなく、『遠藤理のボン・ディマンシュ』という話があったり、日曜朝の『吟詠百選』だったり、日曜夕方の『ラテンフォルクローレをご一緒に』という説もある。実際には鹿原自身も確定させておらず、「リスナーで勝手に決めてくれ」というスタンスであるとも推測できる。
なお、2004年4月にスタートした『PIT IN!』では、「新たなる 野放し番組 ピットイン」という川柳が詠まれた。

## 野放し番組のルーツ
基本的には野放し番組には次の共通点がある。
- 全国のラジオ局の中でも多分ここだけしか流れていない曲が流れる[独自研究?]
- マニアックな企画がある[独自研究?]
- 2002年秋に放送終了[独自研究?]

特に最後の2002年秋の時点では『ちょっとタンマ!』『OKです!』共に終了しているが、もう一つの番組は継続しているとの事であった。また、両番組の復活を願望するリスナーが多数いたことから、2003年から2004年にかけての年末年始特番に『ちょっとOKです!』という特番が3夜連続で組まれた。しかし2004年に始まった『PIT IN!』は、あまりのマニアックな話に芦川愛子（当時茨城放送アナウンサー）がついていけなかったり、同年秋改編から22時台にニッポン放送夜の生放送番組を同時ネットすることになったりなどの様々な事情から半年で終了した。

## その後の状況
『PIT IN!』が終了してからは、平日夜にはニッポン放送の番組を同時ネット。また、土曜夜もニッポン放送の番組を同時ネットすることになったため、茨城放送夜の自社製作番組は『マシコタツロウのプリプロルーム』『ecoのはなうたのススメ』など地元出身アーティストによる番組が残る程度となった。その後、2004年から2005年にかけて『PIT IN!』の復活特番が組まれたのを最後に、この手の夜の自社製作番組は姿を消した。
また、2006年春には「野放し番組の一つはこれだ！」とも言われた『遠藤理のボン・ディマンシュ』が終了したことに伴い、これらの時期から放送されていた看板番組はほとんど終了した。
2020年10月、金曜日の夜に『今夜はLucky Night』、火曜日に『Music Pick up 80's&90's』、木曜日に『Music Pick up after Millennium（2000）』が誕生。『今夜はLucky Night』が2021年4月に月曜日と水曜日にも拡大し、この3つの番組によって平日夜に生ワイドが実質完全復活となった。